# Calamagrostis rupestris
Calamagrostis rupestris är en gräsart som beskrevs av Carl Bernhard von Trinius. Calamagrostis rupestris ingår i släktet rör, och familjen gräs. Inga underarter finns listade i Catalogue of Life.